# خایدوکی نسکیه
خایدوکی نسکیه (به لهستانی:  Hajduki Nyskie) یک روستا در لهستان است که در گمینا نسا واقع شده‌است.